# المغيرة بن الأخنس
المغيرة بن الأخنس بن شريق الثقفي، حليف لبني زهرة وأبوه الأخنس بن شريق بن عمرو. قُتل يوم الدار، وشارك في ذلك اليوم مع عثمان بن عفان، وتناقلت أخبار كثيرة عنه، منها قوله لعثمان عندما أحرق بابه: "إن لم تقاتل لدى عثمان، فانطلق". وعندما تهدمت الأبواب واحترقت، خرج وقال:
| لما تهدمت الأبواب واحترقت  |  | يممت منهن بابًا غير محترق     |
| حقًا أقول لعبد الله آمره    |  | إن لم تقاتل لدى عثمان فانطلق |
| والله أتركه ما دام بي رمق  |  | حتى يزايل بين الرأس والعنق   |
| هو الإمام فلست اليوم خاذله |  | إن الفرار على اليوم كالسرق   |

وقد حمل على الناس وفي قتاله أصيب في ساقه وقُطعت، ثم قتل. قال أحد أفراد بني زهرة لطلحة بن عبيد الله: "قتل المغيرة بن الأخنس"، فرد طلحة: "قتل سيد حلفاء قريش". وروى المدائني عن علي بن مجاهد عن فطر بن خليفة أن الذي قتل المغيرة بن الأخنس كان يعاني من الجذام.
وفي إحدى المنامات، رأى رجل من أهل مصر نبأ قاتل المغيرة بن الأخنس بالنار، وهو لا يعرف المغيرة. استمرت هذه الرؤية لثلاث ليالٍ، فأخبر أصحابه، وفي يوم الدار، خرج المغيرة للقتال، وظل الرجل ينظر إليه. قتله رجل، ثم آخر، حتى بلغ القتلى ثلاثة، ولازال الرجل يراقب. وعندما قتل المغيرة الثلاثة، اقترب منه الرجل وضربه بسيفه، أصاب رجله ثم قتله. وقال: "من هذا؟"، قالوا: "هو المغيرة بن الأخنس"..

## المصدر
- كتاب الاستيعاب في معرفة الأصحاب لابن عبد البر.